# Flößerbrücke
Die Flößerbrücke ist eine Straßenbrücke über den Main in Frankfurt am Main. Sie verbindet bei Mainkilometer 36,140 die Obermainanlage in der Innenstadt mit dem Deutschherrnufer in Sachsenhausen. Die Brücke überquert den Main in einem Winkel von ca. 70 Grad zum Fluss. Es ist zudem die einzige von einem Pylon getragene Straßenbrücke in der Frankfurter Innenstadt.
Die erste Flößerbrücke entstand 1964 als Provisorium, um während der Sanierung der westlich gelegenen Alten Brücke den Verkehr aufzunehmen. Die heutige Brücke wurde von 1984 bis 1986 erbaut.
Die Flößerbrücke ist Einbahnstraße in nördlicher Richtung. Über die Brücke verläuft die Bundesstraße 3.

## Geschichte

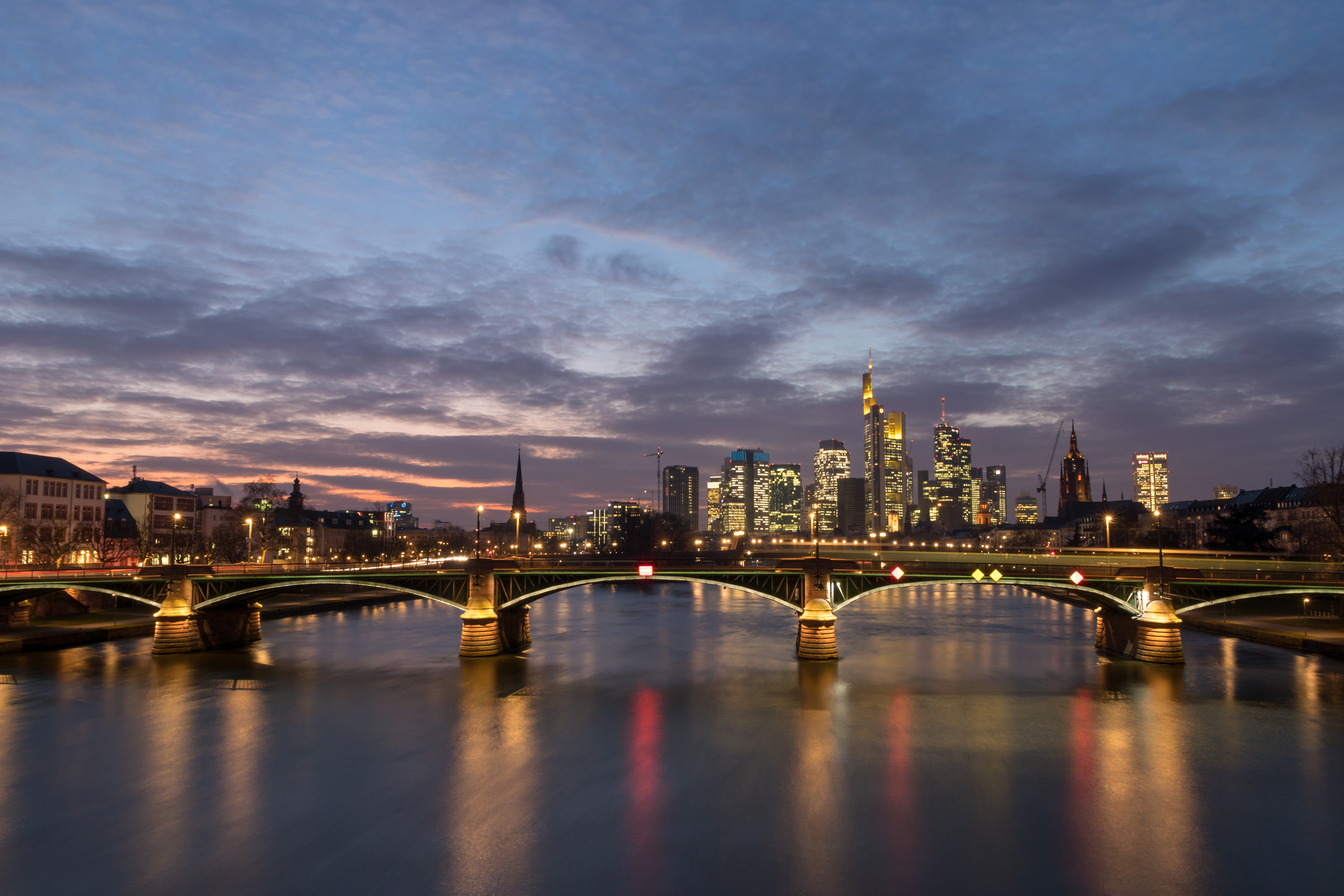
Der Blick von der Flößerbrücke auf die Skyline ist zu einem Wahrzeichen Frankfurts geworden

Der Wiederaufbau der im März 1945 gesprengten Frankfurter Mainbrücken war Anfang der 1950er Jahre im Wesentlichen abgeschlossen. Lediglich die Alte Brücke war 1947 nur provisorisch wiederaufgebaut worden. Anfang der sechziger Jahre führte die schmale, nur zweispurige und auf 24 Tonnen Tragfähigkeit beschränkte Behelfsbrücke zu immer gravierenderen Verkehrsstauungen in der Frankfurter Innenstadt.
Zur Vorbereitung der Brückensanierung wurde 1963 eine weitere Behelfsbrücke über den Main geschlagen. Die Flößerbrücke, eine 207 Meter lange und 10,50 Meter breite Gitterfachwerkbrücke aus Stahl, wurde nach 13 Monaten Bauzeit am 8. Mai 1964 dem Verkehr übergeben. Sie trug drei Fahrspuren, die ausschließlich den in Süd-Nord-Richtung aus Sachsenhausen in die Innenstadt strömenden Verkehr aufnehmen sollten. Der Fußgängerstreifen konnte in beide Richtungen genutzt werden.
Die provisorische Flößerbrücke bewährte sich gut, so dass sie auch nach der Erneuerung der Alten Brücke in Betrieb blieb. Allerdings war die Stahlbrücke nicht sehr ansehnlich, zudem stellten ihre stählernen Strompfeiler mit der relativ geringen Stützweite ein Verkehrshindernis für die Binnenschifffahrt dar.
Anfang der 1980er Jahre beauftragte das Straßenbauamt Frankfurt daher das Hamburger Ingenieurbüro Grassl und gleichzeitig zur architektonischen Gestaltung das Darmstädter Architekturbüro Jux und Partner für eine gemeinsame Erarbeitung von Vorentwürfen sowie dem Ausschreibungsentwurf. Voraussetzungen für den Entwurf des Brückentragwerks waren die Freihaltung des Schifffahrtsprofils sowie möglichst geringe Anhebungen der Rampen von den Uferstraßen bei gleichzeitiger Einhaltung vertretbarer Längsneigungen auf der Brücke. Unter den sechs näher untersuchten Varianten entschieden sich die städtischen Körperschaften für eine Konstruktion mit Schrägseilabspannung auf dem nördlichen und einer Voute auf dem südlichen Flusspfeiler. Nach Abschluss des Planfeststellungsverfahrens im Jahre 1981 erfolgte die Ausschreibung, die neben dem Amtsentwurf nur Sondervorschläge mit weitgehender Übereinstimmung bezüglich der Gestaltung zuließ.
Den Zuschlag erhielt schließlich die  von der Dyckerhoff & Widmann AG angebotene Spannbeton-Zügelgurt-Konstruktion nach einem Entwurf von Herbert Schambeck, die sich hinsichtlich Kosten, technischer Vorteile, Sicherheit und städtebaulicher Bewertung als beste Lösung zeigte.
Die Brücke besteht aus einem 221 Meter langen vierfeldrigen Spannbetonüberbau mit Stützweiten von 17,85 Metern, 41,75 Metern, der Stromöffnung mit 106,5 Metern und 54,9 Metern. Die Breite beträgt über weite Bereiche 23,90 Meter, im nördlichen Bereich mit der architektonisch gewünschten kanzelartigen Verbreiterung 32,90 Meter. Die Konstruktionshöhe des Brückenträgers – bestehend aus 2 einzelligen, durch eine Fahrbahnplatte verbundenen Kästen – beträgt in weiten Bereichen konstant 2,20 Meter, nimmt im gevouteten Bereich am südlichen Strompfeiler auf 5,20 Meter zu und verringert sich zum dort anschließenden Widerlager hin auf 1,50 Meter. Im nördlichen Bereich der Brücke gehen beide Kästen in einen Massivteil mit einer Konstruktionshöhe von 2,20 Meter über. Im Bereich der zu überquerenden Hafenbahn ist dessen Höhe auf 0,68 Meter reduziert.
Die wegen der geringen Konstruktionshöhen erforderliche Abspannung oberhalb des Brückenträgers besteht aus zwei außerhalb der Fahrbahnen angeordneten Spannbetonzuggliedern, die jeweils über die beiden am nördlichen Strompfeiler stehenden ca. 21 Meter hohen Stahlbetonpylone geführt sind. Ungewohntes äußeres Kennzeichen der Brücke sind die vom Architekten gesetzten Zeichen, das Olivgrün der Konstruktion, das Anthrazitgrau der Gesimse und dazu der kräftige Gold- und Rotton des Pylonkopfes.
Die von 1984 bis 1986 im Freivorbau mit Hilfsabspannungen errichtete Brücke wurde am 27. Oktober 1986 eröffnet und ist die einzige Spannbeton Zügelgurt Brücke über den Main in der Innenstadt. Die Baukosten betrugen einschließlich der Gestaltung der anschließenden Uferlandschaften 47,5 Millionen Mark.
Der Entwurf dieser Brücke war in der Öffentlichkeit zunächst umstritten, zum einen wegen der Schrägführung der Brücke über den Main, zum anderen wegen der als zu dominant angesehenen Pylone. Inzwischen hat sich der Blick von Osten auf die Skyline der Innenstadt mit der Flößerbrücke im Vordergrund zu einem Wahrzeichen Frankfurts entwickelt.
Die Brücke hat drei Fahrstreifen, die ausschließlich in nördlicher Richtung befahren werden sowie einen Radweg der in nördliche und südliche Richtung befahren werden kann, während der Automobilverkehr in südlicher Richtung über die etwa 70 Meter stromab gelegene Ignatz-Bubis-Brücke geleitet wird. Auf beiden Seiten der Brücke befindet sich zudem ein Fußgängerweg.

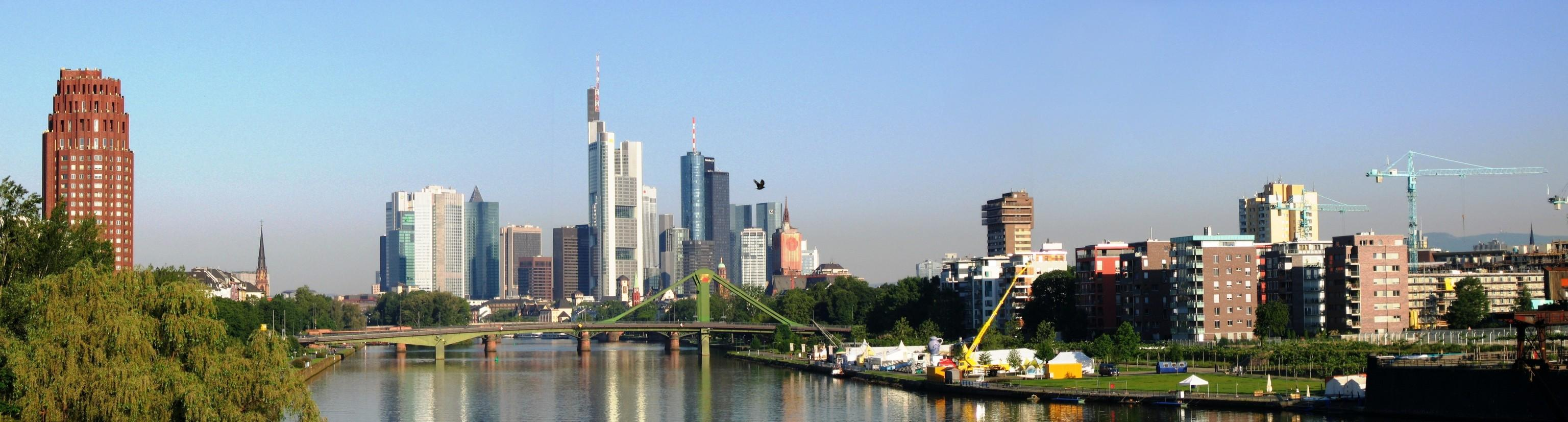
Die ehemaligen Industriegebiete östlich der Flößerbrücke wurden in den letzten Jahren zu attraktiven Wohn- und Geschäftsvierteln umgestaltet

## Städtebauliche Situation
Zur Zeit ihres Neubaus in den achtziger Jahren bildete die Flößerbrücke einen Übergang zwischen den dichtbebauten Vierteln der Innenstadt bzw. Sachsenhausens und den Industriegebieten östlich davon. Am südlichen Brückenkopf am Deutschherrnufer begann das Schlachthofgelände. 1988 wurde der alte Schlachthof noch durch einen Neubau ersetzt, der allerdings nur wenige Jahre in Betrieb blieb. 1996 begann die Neugestaltung des ehemaligen Schlachthofgeländes. Inzwischen ist hier das Deutschherrnviertel entstanden.
Am nördlichen Mainufer liegt flussaufwärts der Flößerbrücke die Weseler Werft, ein ehemaliger Umschlagplatz für mit dem Binnenschiff angelieferte Baustoffe. Die Weseler Werft wurde zwischen 2000 und 2005 zu einer Grünanlage umgestaltet. Einige ehemalige Hafenkräne wurden als technische Baudenkmäler erhalten. Sie sind heute Teil der Route der Industriekultur Rhein-Main.

## Tuesday Night Skating

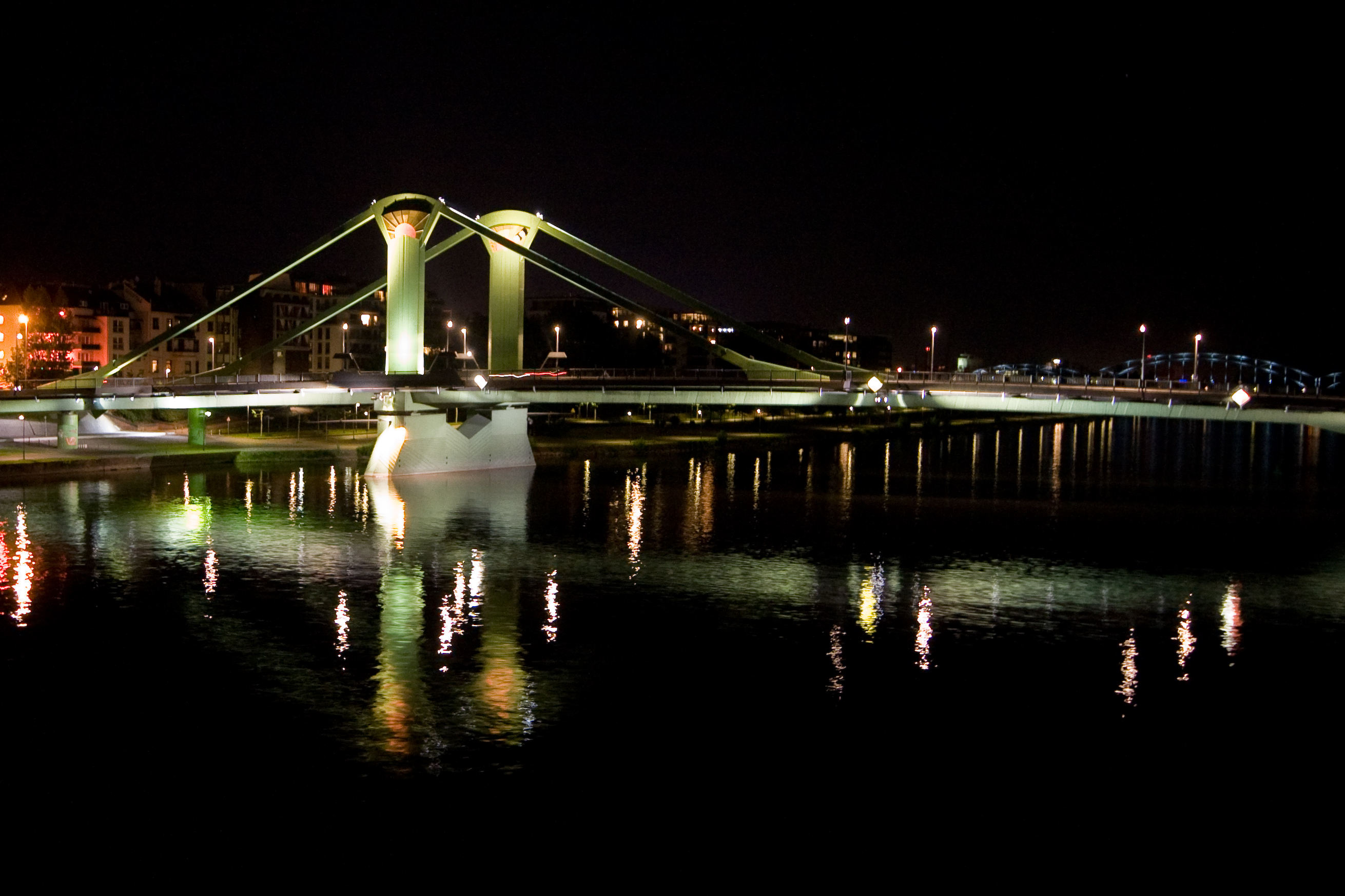
Die Flößerbrücke bei Nacht (2008)

Von 1997 bis 2013 war das Deutschherrnufer am südlichen Brückenkopf der Flößerbrücke Treffpunkt des Tuesday Night Skating. Anfangs eine private Veranstaltung, wird das Treffen seit 1999 von der Stadt organisiert, um den großen Andrang zu kontrollieren und die Verkehrssicherheit zu gewährleisten. Jeden Dienstag um 20.30 begeben sich im Schnitt etwa 1000 Skater auf eine Tour durch die Innenstadt. In den Anfangsjahren war die Tour ca. 30 bis 40 Kilometer lang, inzwischen ist sie auf etwa 25 Kilometer verkürzt. Wegen der großen Teilnehmerzahl und des hohen Tempos auf der Strecke werden nur erfahrene Läufer zugelassen. Ursprünglich aufgrund von umfangreichen Umbauarbeiten wurde der Treffpunkt zur Saison 2014 an den Hafenpark verlegt und ist seitdem dort verblieben.